# 延安公主
延安公主（?—?），唐朝公主，是中国唐朝第十六代皇帝唐穆宗李恒的八女之一。
延安公主嫁给窦澣。开成中的某年正月十五，延安公主入宫于咸泰殿向三位太后和兄弟唐文宗庆贺元宵节，崇尚俭朴的唐文宗，批评延安公主穿宽衣逾制，命令把公主赶回家去。次天下旨罚窦澣两月薪俸。唐文宗命李德裕制定服饰标准。

## 备注
1. ↑  《旧唐书·卷五十二》穆宗貞獻皇后蕭氏……開成中正月望夜，帝於咸泰殿陳燈燭，奏《仙韶樂》，三宮太后俱集，奉觴獻壽，如家人禮，諸親王、公主、駙馬、戚屬皆侍宴。上性恭儉，延安公主衣裾寬大，即時遣還，罰駙馬竇浣兩月賜錢。